# Donja Trepča (Čačak)
Donja Trepča (em cirílico: Доња Трепча) é uma vila da Sérvia localizada na cidade de Čačak, pertencente ao distrito de Moravica, na região de Pomoravlje. A sua população era de 982 habitantes segundo o censo de 2011.

## Demografia
| 1948 | 1953 | 1961 | 1971 | 1981 | 1991 | 2002 | 2011 |
| ---- | ---- | ---- | ---- | ---- | ---- | ---- | ---- |
| 1607 | 1613 | 1515 | 1247 | 1167 | 1128 | 1018 | 982  |